# 中国人民解放军空军勤务学院
中国人民解放军空军勤务学院，简称空军勤务学院，原徐州空军学院，是一所培养中国人民解放军空军后勤指挥管理人才的军事高等院校，副军级。

## 沿革
- 1954年10月，于太原市建立中国人民解放军空军后方勤务学校。
- 1958年5月，迁至徐州市，更名中国人民解放军空军后勤学校。
- 1969年，撤销空军后勤学校。
- 1977年，复建空军后勤学校。
- 1986年6月，更名中国人民解放军空军勤务学院。
- 1992年，更名中国人民解放军后勤管理技术学院。
- 1993年6月，回归空军建制，更名中国人民解放军空军后勤学院。
- 2004年，更名中国人民解放军徐州空军学院。
- 2012年4月，更名中国人民解放军空军勤务学院。
- 2016年至2017年，在深化国防和军队改革中，空军勤务学院保留[2]。

## 历任领导
| 院长 1. 张晓钟（2012年8月前-） | 政治委员 1. 李广俊（2013年9月前-） |